# Henk Cornelisse
Hendrik Jan Willem "Henk" Cornelisse, född 16 oktober 1940 i Amsterdam, är en nederländsk före detta tävlingscyklist.
Cornelisse blev olympisk bronsmedaljör i lagförföljelse vid sommarspelen 1964 i Tokyo.